# Rörelsen för social humanism
Rörelsen för social humanism, Dviženie za Socialen Humanizum (DSH) är ett politiskt parti i Bulgarien, bildat 1995 av Stefan Radoslavov.
DSH tillhör valalliansen Koalition för Bulgarien som i valet den 25 juni 2005 fick 34,2 % av rösterna och 82 av de 240 mandaten i parlamentet.